# SBS TV
SBS TV là một kênh truyền hình miễn phí được điều hành bởi SBS. Kênh được ra mắt vào ngày 9 tháng 12 năm 1991.

## SBS Network
| Kênh | Tên công ty                                        | Vùng phủ sóng                      | Từ                   |
| ---- | -------------------------------------------------- | ---------------------------------- | -------------------- |
| SBS  | SBS                                                | Vùng thủ đô Seoul                  | 20 tháng 3 năm 1991  |
| KNN  | KNN                                                | Busan và Gyeongsang Nam            | 14 tháng 5 năm 1995  |
| TBC  | TBC                                                | Daegu và Gyeongsang Bắc            | 14 tháng 5 năm 1995  |
| kbc  | Tổng công ty Phát sóng Kwangju                     | Gwangju và Jeolla Nam              | 14 tháng 5 năm 1995  |
| TJB  | Taejon Broadcasting                                | Daejeon, Sejong và Chungcheong Nam | 14 tháng 5 năm 1995  |
| ubc  | Ulsan Broadcasting Corporation                     | Ulsan                              | 1 tháng 9 năm 1997   |
| JTV  | Truyền hình Jeonju                                 | Jeolla Bắc                         | 17 tháng 9 năm 1997  |
| CJB  | Phát sóng Cheongju                                 | Chungcheong Bắc                    | 18 tháng 10 năm 1997 |
| G1   | G1                                                 | Gangwon                            | 15 tháng 12 năm 2001 |
| JIBS | Hệ thống Phát sóng miễn phí thành phố quốc tế Jeju | Đảo Jeju                           | 31 tháng 5 năm 2002  |

## Nhà tài trợ
- Kiturami Boiler: 1996/12 ~ 1997/4
- Dongbu Daewoo Electronics: 1997/4 ~ 1998/4
- Maeil Dairies Co., Ltd: 1998/4 ~ 2011/4
- Hyundai Motor Company: 2011/4 ~ nay